# Білорусь на літніх Олімпійських іграх 2020
Білорусь на літніх Олімпійських іграх 2020 буде представлена 99 спортсменами в 17 видах спорту.

## Медалісти
| Медаль | Спортсмен                                                       | Вид спорту                      | Дисципліна                            | Дата     |
| ------ | --------------------------------------------------------------- | ------------------------------- | ------------------------------------- | -------- |
| Золото | Іван Литвинович                                                 | Стрибки на батуті               | Стрибки на батуті (чоловіки)          | 31 липня |
| Срібло | Ірина Курочкіна                                                 | Вільна боротьба                 | до 57 кг                              | 5 серпня |
| Срібло | Магомедхабіб Кадимагомедов                                      | Вільна боротьба                 | до 74 кг                              | 6 серпня |
| Срібло | Ольга Худенко Марина Литвинчук Маргарита Махньова Надія Лепешко | Веслування на байдарках і каное | байдарки-четвірки, 500 метрів (жінки) | 7 серпня |
| Бронза | Максим Недосеков                                                | Легка атлетика                  | стрибки у висоту (чоловіки)           | 1 серпня |
| Бронза | Ванеса Колодинська                                              | Вільна боротьба                 | до 53 кг                              | 6 серпня |
| Бронза | Аліна Гарнасько                                                 | Художня гімнастика              | індивідувальне багатоборство          | 7 серпня |

## Спортсмени
| Вид спорту                      | Чоловіки | Жінки | Загалом |
| ------------------------------- | -------- | ----- | ------- |
| Стрільба з лука                 | 0        | 3     | 3       |
| Артистичне плавання             | —        | 2     | 2       |
| Легка атлетика                  | 12       | 18    | 30      |
| Бокс                            | 4        | 0     | 4       |
| Веслування на байдарках і каное | 6        | 10    | 16      |
| Велоспорт                       | 2        | 2     | 4       |
| Кінний спорт                    | 2        | 0     | 2       |
| Гімнастика                      | 3        | 7     | 10      |
| Дзюдо                           | 1        | 1     | 2       |
| Сучасне п'ятиборство            | 1        | 2     | 3       |
| Академічне веслування           | 2        | 3     | 5       |
| Вітрильний спорт                | 1        | 1     | 2       |
| Стрільба                        | 1        | 2     | 3       |
| Плавання                        | 4        | 2     | 6       |
| Теніс                           | 2        | 1     | 3       |
| Важка атлетика                  | 1        | 1     | 2       |
| Боротьба                        | 5        | 3     | 8       |
| Загалом                         | 47       | 58    | 105     |

## Академічне веслування
Спортсменів — 5
| Спортсмени                    | Дисципліна               | Відбіркові заїзди | Відбіркові заїзди | Втішний заїзд  | Втішний заїзд  | Чвертьфінали | Чвертьфінали | Півфінали | Півфінали | Фінал   | Фінал | Загальне міцсе |
| Спортсмени                    | Дисципліна               | Час               | Місце             | Час            | Місце          | Час          | Місце        | Час       | Місце     | Час     | Місце | Загальне міцсе |
| ----------------------------- | ------------------------ | ----------------- | ----------------- | -------------- | -------------- | ------------ | ------------ | --------- | --------- | ------- | ----- | -------------- |
| Дмитро Фурман Сергій Володько | двійки                   | 6:52,82           | 3 Q               | не брав участі | не брав участі | Н/Д          | Н/Д          | 6:30,66   | 5         | 6:25,88 | 2     | 8              |
| Тетяна Климович               | одиночки                 | не брав участі    | не брав участі    | не брав участі | не брав участі | 8:09,04      | 4 Q          | 7:33,78   | 2         | 7:39,53 | 1     | 13             |
| Інна Нікуліна Альона Фурман   | парні двійки, легка вага | 7:26,99           | 2 Q               | не брав участі | не брав участі | Н/Д          | Н/Д          | 6:54,78   | 6         | 6:57,84 | 5     | 11             |

## Артистичне плавання
Спортсменів — 2
| Спортсменки                      | Змагання | Технічна програма | Технічна програма | Півфінал довільної програми | Півфінал довільної програми | Півфінал довільної програми | Півфінал довільної програми | Фінал довільної програми | Фінал довільної програми | Всього очок | Місце |
| Спортсменки                      | Змагання | Очки              | Місце             | Очки                        | Місце                       | Всього очок                 | Місце                       | Очки                     | Місце                    | Всього очок | Місце |
| -------------------------------- | -------- | ----------------- | ----------------- | --------------------------- | --------------------------- | --------------------------- | --------------------------- | ------------------------ | ------------------------ | ----------- | ----- |
| Дар'я Кулагіна Василина Хондошко | дует     |                   |                   |                             |                             |                             |                             |                          |                          |             |       |

## Боротьба
Спортсменів — 8
Вільна боротьба
| Спортсмен                  | Категорія | Кваліфікація       | 1/8 фіналу         | Чвертьфінал        | Півфінал           | Фінал              | Фінал |
| Спортсмен                  | Категорія | Суперник Результат | Суперник Результат | Суперник Результат | Суперник Результат | Суперник Результат | Місце |
| -------------------------- | --------- | ------------------ | ------------------ | ------------------ | ------------------ | ------------------ | ----- |
| Магомедхабіб Кадімагомедов | до 74 кг  |                    |                    |                    |                    |                    |       |
| Алі Шабанов                | до 86 кг  |                    |                    |                    |                    |                    |       |
| Олександр Гуштин           | до 97 кг  |                    |                    |                    |                    |                    |       |
| Денис Крамняков            | до 125 кг |                    |                    |                    |                    |                    |       |

Жіноча боротьба
| Спортсмен           | Категорія | Кваліфікація       | 1/8 фіналу         | Чвертьфінал        | Півфінал           | Фінал              | Фінал |
| Спортсмен           | Категорія | Суперник Результат | Суперник Результат | Суперник Результат | Суперник Результат | Суперник Результат | Місце |
| ------------------- | --------- | ------------------ | ------------------ | ------------------ | ------------------ | ------------------ | ----- |
| Ванесса Колодинська | до 53 кг  |                    |                    |                    |                    |                    |       |
| Ірина Курочкіна     | до 57 кг  |                    |                    |                    |                    |                    |       |
| Василіса Марзалюк   | до 76 кг  |                    |                    |                    |                    |                    |       |

Греко-римська боротьба
| Спортсмен      | Категорія | Кваліфікація       | 1/8 фіналу         | Чвертьфінал        | Півфінал           | Фінал              | Фінал |
| Спортсмен      | Категорія | Суперник Результат | Суперник Результат | Суперник Результат | Суперник Результат | Суперник Результат | Місце |
| -------------- | --------- | ------------------ | ------------------ | ------------------ | ------------------ | ------------------ | ----- |
| Михайло Стадуб | до 87 кг  |                    |                    |                    |                    |                    |       |

## Бокс
Спортсменів — 4
| Спортсмен           | Вагова категорія | Раунд 1/16         | Раунд 1/8          | Чвертьфінал        | Півфінал           | Фінал              | Фінал |
| Спортсмен           | Вагова категорія | Суперник Результат | Суперник Результат | Суперник Результат | Суперник Результат | Суперник Результат | Місце |
| ------------------- | ---------------- | ------------------ | ------------------ | ------------------ | ------------------ | ------------------ | ----- |
| Дмитро Асанов       | Легка            |                    |                    |                    |                    |                    |       |
| Олександр Радіонов  | Напівсередня     |                    |                    |                    |                    |                    |       |
| Віталій Бондаренко  | Середня          |                    |                    |                    |                    |                    |       |
| Владислав Смягліков | Важка            |                    |                    |                    |                    |                    |       |

## Важка атлетика
Спортсменів — 2
| Спортсмен        | Категорія | Ривок | Ривок | Ривок | Поштовх | Поштовх | Поштовх | Всього | Місце |
| Спортсмен        | Категорія | 1     | 2     | 3     | 1       | 2       | 3       | Всього | Місце |
| ---------------- | --------- | ----- | ----- | ----- | ------- | ------- | ------- | ------ | ----- |
| Євгеній Тіхонцов | до 96 кг  |       |       |       |         |         |         |        |       |
| Дар'я Наумова    | до 76 кг  |       |       |       |         |         |         |        |       |

## Велоспорт
Спортсменів — 4

### Шосе
| Спортсмен           | Дисципліна              | Час | Місце |
| ------------------- | ----------------------- | --- | ----- |
| Олександр Рябушенко | групова шосейна гонка   |     |       |
| Олена Омелюсик      | групова шосейна гонка   |     |       |
| Олена Омелюсик      | роздільна шосейна гонка |     |       |

### Трек
Омніум
| Спортсмен        | Дисципліна | Скретч | Скретч | Індивідуальна гонка переслідування | Індивідуальна гонка переслідування | Індивідуальна гонка переслідування | Гонка на вибування | Гонка на вибування | Гіт з місця на 1 км | Гіт з місця на 1 км | Гіт з місця на 1 км | Гіт з ходу на 250 м | Гіт з ходу на 250 м | Гіт з ходу на 250 м | Гонка за очками | Гонка за очками | Загалом очок | Місце |
| Спортсмен        | Дисципліна | Місце  | Очки   | Час                                | Місце                              | Очки                               | Місце              | Очки               | Час                 | Місце               | Очки                | Час                 | Місце               | Очки                | Очки            | Місце           | Загалом очок | Місце |
| ---------------- | ---------- | ------ | ------ | ---------------------------------- | ---------------------------------- | ---------------------------------- | ------------------ | ------------------ | ------------------- | ------------------- | ------------------- | ------------------- | ------------------- | ------------------- | --------------- | --------------- | ------------ | ----- |
| Євгеній Корольок | чоловіки   |        |        |                                    |                                    |                                    |                    |                    |                     |                     |                     |                     |                     |                     |                 |                 |              |       |
| Тетяна Шаракова  | жінки      |        |        |                                    |                                    |                                    |                    |                    |                     |                     |                     |                     |                     |                     |                 |                 |              |       |

## Веслування на байдарках і каное
Спортсменів — 12

### Спринт
Чоловіки
| Спортсмен | Дисципліна | Попередній заїзд | Попередній заїзд | Півфінал | Півфінал | Фінал | Фінал |
| Спортсмен | Дисципліна | Час              | Місце            | Час      | Місце    | Час   | Місце |
| --------- | ---------- | ---------------- | ---------------- | -------- | -------- | ----- | ----- |
|           | К-1 1000 м |                  |                  |          |          |       |       |
|           | Б-1 1000 м |                  |                  |          |          |       |       |
|           | Б-4 500 м  |                  |                  |          |          |       |       |

Жінки
| Спортсмен | Дисципліна | Попередній заїзд | Попередній заїзд | Півфінал | Півфінал | Фінал | Фінал |
| Спортсмен | Дисципліна | Час              | Місце            | Час      | Місце    | Час   | Місце |
| --------- | ---------- | ---------------- | ---------------- | -------- | -------- | ----- | ----- |
|           | К-1 200 м  |                  |                  |          |          |       |       |
|           | К-2 500 м  |                  |                  |          |          |       |       |
|           | Б-1 500м   |                  |                  |          |          |       |       |
|           | Б-2 500м   |                  |                  |          |          |       |       |
|           | Б-4 500м   |                  |                  |          |          |       |       |

## Вітрильний спорт
Спортсменів — 2
| Спортсмен          | Дисципліна   | Заїзд | Заїзд | Заїзд | Заїзд | Заїзд | Заїзд | Заїзд | Заїзд | Заїзд | Заїзд | Заїзд | Заїзд | Заїзд | Очки | Остаточне місце |
| Спортсмен          | Дисципліна   | 1     | 2     | 3     | 4     | 5     | 6     | 7     | 8     | 9     | 10    | 11    | 12    | M*    | Очки | Остаточне місце |
| ------------------ | ------------ | ----- | ----- | ----- | ----- | ----- | ----- | ----- | ----- | ----- | ----- | ----- | ----- | ----- | ---- | --------------- |
| Микита Циркун      | RS: X        |       |       |       |       |       |       |       |       |       |       |       |       |       |      |                 |
| Тетяна Дроздовська | Лазер радіал |       |       |       |       |       |       |       |       |       |       | Н/Д   | Н/Д   |       |      |                 |

## Гімнастичні види спорту

### Спортивна гімнастика
Спортсменів — 1
| Спортсменка   | Змагання           | Кваліфікація  | Кваліфікація | Кваліфікація      | Кваліфікація    | Кваліфікація | Кваліфікація | Фінал         | Фінал  | Фінал             | Фінал           | Фінал   | Фінал |
| Спортсменка   | Змагання           | Вільні вправи | Колода       | Різновисокі бруси | Опорний стрибок | Загалом      | Місце        | Вільні вправи | Колода | Різновисокі бруси | Опорний стрибок | Загалом | Місце |
| ------------- | ------------------ | ------------- | ------------ | ----------------- | --------------- | ------------ | ------------ | ------------- | ------ | ----------------- | --------------- | ------- | ----- |
| Анна Траукова | Абсолютна першість |               |              |                   |                 |              |              |               |        |                   |                 |         |       |

### Художня гімнастика
Спортсменів — 7
Індивідуальні змагання
| Спортсмен       | Півфінал | Півфінал | Півфінал | Півфінал | Півфінал | Півфінал | Фінал | Фінал | Фінал  | Фінал   | Сума очок | Місце |
| Спортсмен       | М'яч     | Обруч    | Булави   | Стрічка  | Сума     | Місце    | М'яч  | Обруч | Булави | Стрічка | Сума очок | Місце |
| --------------- | -------- | -------- | -------- | -------- | -------- | -------- | ----- | ----- | ------ | ------- | --------- | ----- |
| Аліна Горносько |          |          |          |          |          |          |       |       |        |         |           |       |
| Анастасія Салос |          |          |          |          |          |          |       |       |        |         |           |       |

Командні змагання
| Склад                                                                                    | Півфінал | Півфінал | Півфінал      | Півфінал      | Півфінал | Півфінал | Фінал | Фінал | Фінал         | Фінал         | Сума очок | Місце |
| Склад                                                                                    | 5 пр.    | 5 пр.    | 2 пр. + 3 пр. | 2 пр. + 3 пр. | Сума     | Місце    | 5 пр. | 5 пр. | 2 пр. + 3 пр. | 2 пр. + 3 пр. | Сума очок | Місце |
| Склад                                                                                    | Очки     | Місце    | Очки          | Місце         | Сума     | Місце    | Очки  | Місце | Очки          | Місце         | Сума очок | Місце |
| ---------------------------------------------------------------------------------------- | -------- | -------- | ------------- | ------------- | -------- | -------- | ----- | ----- | ------------- | ------------- | --------- | ----- |
| Ганна Гайдукевич Анастасія Малаканава Анастасія Рибакова Аріна Цициліна Каріна Ярмоленка |          |          |               |               |          |          |       |       |               |               |           |       |

### Стрибки на батуті
Спортсменів — 2
| Спортсмен          | Дисципліна | Кваліфікація | Кваліфікація | Кваліфікація | Кваліфікація | Кваліфікація | Кваліфікація | Фінал   | Фінал |
| Спортсмен          | Дисципліна | Перша вправа | Перша вправа | Друга вправа | Друга вправа | Всього       | Всього       | Фінал   | Фінал |
| Спортсмен          | Дисципліна | Рахунок      | Місце        | Рахунок      | Місце        | Рахунок      | Місце        | Рахунок | Місце |
| ------------------ | ---------- | ------------ | ------------ | ------------ | ------------ | ------------ | ------------ | ------- | ----- |
| Владислав Гончаров | Чоловіки   |              |              |              |              | 113,400      | 2 Q          | 60,565  | 4     |
| Іван Літвінович    | Чоловіки   |              |              |              |              | 113,555      | 1 Q          | 61,715  | 1     |

## Дзюдо
Спортсменів — 2
| Спортсмен      | Дисципліна  | Раунд 1/64         | Раунд 1/32         | Раунд 1/16         | Чвертьфінал        | Втішний поєдинок   | Півфінал           | Фінал              | Фінал |
| Спортсмен      | Дисципліна  | Суперник Результат | Суперник Результат | Суперник Результат | Суперник Результат | Суперник Результат | Суперник Результат | Суперник Результат | Місце |
| -------------- | ----------- | ------------------ | ------------------ | ------------------ | ------------------ | ------------------ | ------------------ | ------------------ | ----- |
| Дмитро Міньков | до 66 кг    |                    |                    |                    |                    |                    |                    |                    |       |
| Микита Свирид  | до 100 кг   |                    |                    |                    |                    |                    |                    |                    |       |
| Марина Слуцька | понад 78 кг |                    |                    |                    |                    |                    |                    |                    |       |

## Кінний спорт
Спортсменів — 2
Триборство
| Спортсмен         | Кінь            | Змагання                 | Виїздка      | Виїздка | Крос-кантрі  | Крос-кантрі | Крос-кантрі | Конкур       | Конкур       | Конкур       | Конкур       | Конкур  | Конкур | Загалом      | Загалом |
| Спортсмен         | Кінь            | Змагання                 | Виїздка      | Виїздка | Крос-кантрі  | Крос-кантрі | Крос-кантрі | Кваліфікація | Кваліфікація | Кваліфікація | Фінал        | Фінал   | Фінал  | Загалом      | Загалом |
| Спортсмен         | Кінь            | Змагання                 | Штрафні очки | Місце   | Штрафні очки | Загалом     | Місце       | Штрафні очки | Загалом      | Місце        | Штрафні очки | Загалом | Місце  | Штрафні очки | Місце   |
| ----------------- | --------------- | ------------------------ | ------------ | ------- | ------------ | ----------- | ----------- | ------------ | ------------ | ------------ | ------------ | ------- | ------ | ------------ | ------- |
| Олександр Фамінов | Martinie        | Індивідуальне триборство |              |         |              |             |             |              |              |              |              |         |        |              |         |
| Олександр Зеленко | Carlo Grande Jr | Індивідуальне триборство |              |         |              |             |             |              |              |              |              |         |        |              |         |

## Легка атлетика
Спортсменів — 33
Чоловіків — 11
Трекові і шосейні дисципліни
| Спортсмен         | Дисципліна      | Чвертьфінал | Чвертьфінал | Півфінали | Півфінали | Фінал     | Місце |
| Спортсмен         | Дисципліна      | Результат   | Місце       | Результат | Місце     | Результат | Місце |
| ----------------- | --------------- | ----------- | ----------- | --------- | --------- | --------- | ----- |
| Олександр Ляхович | ходьба на 20 км | —           | —           | —         | —         |           |       |
| Дмитро Дюбін      | ходьба на 50 км | —           | —           | —         | —         |           |       |

Технічні дисципліни
| Спортсмен         | Дисципліна       | Півфінал           | Півфінал | Фінал              | Місце |
| Спортсмен         | Дисципліна       | Результат в метрах | Місце    | Результат в метрах | Місце |
| ----------------- | ---------------- | ------------------ | -------- | ------------------ | ----- |
| Павло Мелешко     | метання списа    |                    |          |                    |       |
| Олексій Котковець | метання списа    |                    |          |                    |       |
| Іван Тихон        | метання молота   |                    |          |                    |       |
| Гліб Дудаєв       | метання молота   |                    |          |                    |       |
| Юрий Васильченко  | метання молота   |                    |          |                    |       |
| Євгеній Багуцький | метання диска    |                    |          |                    |       |
| Максим Недосеков  | стрибки у висоту |                    |          |                    |       |
| Дмитро Набоков    | стрибки у висоту |                    |          |                    |       |

Багатоборство — Десятиборство
| Спортсмен   | Змагання  | 100 м | Стрибок у довжину | Штовхання ядра | Стрибок у висоту | 400 м | 110 м з бар'єрами | Метання диска | Стрибок із жердиною | Метання спису | 1500 м | Сума очок | Місце |
| ----------- | --------- | ----- | ----------------- | -------------- | ---------------- | ----- | ----------------- | ------------- | ------------------- | ------------- | ------ | --------- | ----- |
| Віталій Жук | Результат |       |                   |                |                  |       |                   |               |                     |               |        |           |       |
| Віталій Жук | Очки      |       |                   |                |                  |       |                   |               |                     |               |        |           |       |

Жінки — 22
Трекові і шосейні дисципліни
| Спортсмен            | Дисципліна         | Чвертьфінал | Чвертьфінал | Півфінали | Півфінали | Фінал     | Місце |
| Спортсмен            | Дисципліна         | Результат   | Місце       | Результат | Місце     | Результат | Місце |
| -------------------- | ------------------ | ----------- | ----------- | --------- | --------- | --------- | ----- |
| Кристина Тимановська | 100 м              |             |             |           |           |           |       |
| Кристина Тимановська | 200 м              |             |             |           |           |           |       |
| Дар'я Борисевич      | 1500 м             |             |             |           |           |           |       |
| Ельвіра Герман       | 100 м з бар'єрами  |             |             |           |           |           |       |
| Аліна Талай          | 100 м з бар'єрами  |             |             |           |           |           |       |
| Вікторія Розщупкіна  | ходьба на 20 км    | —           | —           | —         | —         |           |       |
| Анна Терлюкевич      | ходьба на 20 км    | —           | —           | —         | —         |           |       |
| Анастасія Іванова    | марафон            | —           | —           | —         | —         |           |       |
| Ольга Мазурьонок     | марафон            | —           | —           | —         | —         |           |       |
| Ніна Савіна          | марафон            | —           | —           | —         | —         |           |       |
|                      | естафета 4 × 400 м | —           | —           |           |           |           |       |

Технічні дисципліни
| Спортсмен                  | Дисципліна         | Півфінал           | Півфінал | Фінал              | Місце |
| Спортсмен                  | Дисципліна         | Результат у метрах | Місце    | Результат у метрах | Місце |
| -------------------------- | ------------------ | ------------------ | -------- | ------------------ | ----- |
| Тетяна Холодович           | метання списа      |                    |          |                    |       |
| Анастасія Коломоєць        | метання молота     |                    |          |                    |       |
| Анна Малищик               | метання молота     |                    |          |                    |       |
| Анастасія Маслава          | метання молота     |                    |          |                    |       |
| Альона Дубицька            | штовхання ядра     |                    |          |                    |       |
| Віолетта Скворцова         | потрійний стрибок  |                    |          |                    |       |
| Каріна Демідик             | стрибки у висоту   |                    |          |                    |       |
| Ірина Жук                  | стрибки з жердиною |                    |          |                    |       |
| Анастасія Мірончик-Іванова | стрибки у довжину  |                    |          |                    |       |

## Настільний теніс
Спортсменів — 1
| Спортсмен          | Дисципліна       | Попередній раунд   | Раунд 1            | Раунд 2            | Раунд 3            | Раунд 4            | Чвертьфінали       | Півфінали          | Фінал              | Фінал |
| Спортсмен          | Дисципліна       | Суперник Результат | Суперник Результат | Суперник Результат | Суперник Результат | Суперник Результат | Суперник Результат | Суперник Результат | Суперник Результат | Місце |
| ------------------ | ---------------- | ------------------ | ------------------ | ------------------ | ------------------ | ------------------ | ------------------ | ------------------ | ------------------ | ----- |
| Володимир Самсонов | одиночний турнір |                    |                    |                    |                    |                    |                    |                    |                    |       |

## Плавання
Спортсменів — 8
Чоловіки
| Спортсмен                                               | Дисципліна              | Попередній заплив | Попередній заплив | Півфінал | Півфінал | Фінал | Фінал |
| Спортсмен                                               | Дисципліна              | Час               | Місце             | Час      | Місце    | Час   | Місце |
| ------------------------------------------------------- | ----------------------- | ----------------- | ----------------- | -------- | -------- | ----- | ----- |
| Ілля Шиманович                                          | 100 метрів брасом       |                   |                   |          |          |       |       |
| Микита Цмих                                             | 100 метрів на спині     |                   |                   |          |          |       |       |
| Євгеній Цкркін                                          | 100 метрів батерфляєм   |                   |                   |          |          |       |       |
| Артем Мачекін Ілля Шиманович Микита Цмих Євгеній Цкркін | 4x100 метрів комплексом |                   |                   |          |          |       |       |

Жінки
| Спортсменка                                                             | Дисципліна                | Попередній заплив | Попередній заплив | Півфінал | Півфінал | Фінал | Фінал |
| Спортсменка                                                             | Дисципліна                | Час               | Місце             | Час      | Місце    | Час   | Місце |
| ----------------------------------------------------------------------- | ------------------------- | ----------------- | ----------------- | -------- | -------- | ----- | ----- |
| Анастасія Шкурдай                                                       | 100 метрів вільним стилем |                   |                   |          |          |       |       |
| Анастасія Шкурдай                                                       | 100 метрів на спині       |                   |                   |          |          |       |       |
| Анастасія Шкурдай                                                       | 100 метрів батерфляєм     |                   |                   |          |          |       |       |
| Аліна Змушко                                                            | 100 метрів брасом         |                   |                   |          |          |       |       |
| Аліна Змушко                                                            | 200 метрів брасом         |                   |                   |          |          |       |       |
| Анастасія Шкурдай Аліна Змушко Анастасія Коряковська Анастасія Кулешова | 4x100 метрів комплексом   |                   |                   |          |          |       |       |

Змішана естафета
| Спортсмен | Дисципліна              | Попередній заплив | Попередній заплив | Півфінал | Півфінал | Фінал | Фінал |
| Спортсмен | Дисципліна              | Час               | Місце             | Час      | Місце    | Час   | Місце |
| --------- | ----------------------- | ----------------- | ----------------- | -------- | -------- | ----- | ----- |
|           | 4x100 метрів комплексом |                   |                   |          |          |       |       |

## Стрільба
Спортсменів — 3
Чоловіки
| Спортсмен       | Дисципліна                            | Кваліфікація | Кваліфікація | Фінал | Фінал |
| Спортсмен       | Дисципліна                            | Очки         | Місце        | Очки  | Місце |
| --------------- | ------------------------------------- | ------------ | ------------ | ----- | ----- |
| Юрій Щербацевич | гвинтівка з трьох положень, 50 метрів |              |              |       |       |
| Юрій Щербацевич | пневматична гвинтівка, 10 метрів      |              |              |       |       |
| Марія Мартинова | гвинтівка з трьох положень, 50 метрів |              |              |       |       |
| Марія Мартинова | пневматична гвинтівка, 10 метрів      |              |              |       |       |
| Вікторія Чайка  | пневматичний пістолет, 10 метрів      |              |              |       |       |
| Вікторія Чайка  | пістолет, 25 м                        |              |              |       |       |

## Стрільба з лука
Спортсменів — 3
| Спортсменка                                      | Дисципліна             | Попередній раунд | Попередній раунд | Раунд 1/32          | Раунд 1/16          | Раунд 1/8           | Чверть- фінали      | Півфінали           | Фінал               | Фінал |
| Спортсменка                                      | Дисципліна             | Результат        | Місце            | Суперниця Результат | Суперниця Результат | Суперниця Результат | Суперниця Результат | Суперниця Результат | Суперниця Результат | Місце |
| ------------------------------------------------ | ---------------------- | ---------------- | ---------------- | ------------------- | ------------------- | ------------------- | ------------------- | ------------------- | ------------------- | ----- |
| Каріна Демінська                                 | індивідуальна першість |                  |                  |                     |                     |                     |                     |                     |                     |       |
| Каріна Козловська                                | індивідуальна першість |                  |                  |                     |                     |                     |                     |                     |                     |       |
| Анна Марусова                                    | індивідуальна першість |                  |                  |                     |                     |                     |                     |                     |                     |       |
| Каріна Демінська Каріна Козловська Анна Марусова | Командна першість      |                  |                  | Н/Д                 | Н/Д                 |                     |                     |                     |                     |       |

## Сучасне п'ятиборство
Спортсменів — 3
| Спортсмен      | Дисципліна | Фехтування (шпага, один дотик) | Фехтування (шпага, один дотик) | Плавання (200 м вільним стилем) | Плавання (200 м вільним стилем) | Верхова їзда (конкур) | Верхова їзда (конкур) | Комбіновано: стрільба/біг (10 м, пневматичний пістолет)/(3200 м) | Комбіновано: стрільба/біг (10 м, пневматичний пістолет)/(3200 м) | Всього очок | Фінальне місце |
| Спортсмен      | Дисципліна | Результат                      | Очки                           | Час                             | Очки                            | Час (штрафні очки)    | Очки                  | Час                                                              | Очки                                                             | Всього очок | Фінальне місце |
| -------------- | ---------- | ------------------------------ | ------------------------------ | ------------------------------- | ------------------------------- | --------------------- | --------------------- | ---------------------------------------------------------------- | ---------------------------------------------------------------- | ----------- | -------------- |
| Ілля Полозков  | чоловіки   |                                |                                |                                 |                                 |                       |                       |                                                                  |                                                                  |             |                |
| Ірина Прянцова | жінки      |                                |                                |                                 |                                 |                       |                       |                                                                  |                                                                  |             |                |
| Ольга Сілкіна  | жінки      |                                |                                |                                 |                                 |                       |                       |                                                                  |                                                                  |             |                |

## Теніс
Спортсменів — 4
Чоловіки
| Спортсменка    | Змагання         | 1/32              | 1/16              | 1/8               | Чвертьфінал       | Півфінал          | Фінал / Матч за 3-е місце | Місце |
| Спортсменка    | Змагання         | Суперниця Рахунок | Суперниця Рахунок | Суперниця Рахунок | Суперниця Рахунок | Суперниця Рахунок | Суперниця Рахунок         | Місце |
| -------------- | ---------------- | ----------------- | ----------------- | ----------------- | ----------------- | ----------------- | ------------------------- | ----- |
| Єгор Герасімов | одиночний турнір |                   |                   |                   |                   |                   |                           |       |
| Ілля Івашко    | одиночний турнір |                   |                   |                   |                   |                   |                           |       |

Жінки
| Спортсменка                       | Змагання         | 1/32              | 1/16              | 1/8               | Чвертьфінал       | Півфінал          | Фінал / Матч за 3-е місце | Місце |
| Спортсменка                       | Змагання         | Суперниця Рахунок | Суперниця Рахунок | Суперниця Рахунок | Суперниця Рахунок | Суперниця Рахунок | Суперниця Рахунок         | Місце |
| --------------------------------- | ---------------- | ----------------- | ----------------- | ----------------- | ----------------- | ----------------- | ------------------------- | ----- |
| Вікторія Азаренко                 | одиночний турнір |                   |                   |                   |                   |                   |                           |       |
| Аріна Соболенко                   | одиночний турнір |                   |                   |                   |                   |                   |                           |       |
| Вікторія Азаренко Аріна Соболенко | парний турнір    |                   |                   |                   |                   |                   |                           |       |

## Скандали
Легкоатлетка з Білорусі Кристина Тимановська звернулася до МОК з проханням втрутитися у ситуацію у зв'язку з планами по її видворенню з Токіо. Причина побоювань - ризик, що її посадять у в'язницю. За її словами, вона готова демонструвати свої найкращі результати на благо команд, однак їй інкримінують поганий психологічний стан.